# 张以宁
张以宁（1301年—1370年），字志道，福建古田人，元末明初官员。
元朝泰定四年（1327年），中进士，任黄岩判官、六合尹，因犯事免官。元顺帝时，任国子助教、翰林侍读学士、知制诰。
明朝时，任侍讲学士。洪武二年（1369年）秋，出使安南，在返回途中逝世。
张以宁著有《春王正月考》、《翠屏集》。因其家在古田翠屏山下，称翠屏先生。

## 延伸阅读
[在维基数据编辑]
 在维基文库阅读此作者作品
 《國朝獻徵錄·卷之二十》，出自焦竑《國朝獻徵錄》
 《明史卷二百八十五》，出自《明史》